# Pou del carrer Bonaire
El Pou del carrer Bonaire és una obra de Sant Mori (Alt Empordà) inclosa a l'Inventari del Patrimoni Arquitectònic de Catalunya.

## Descripció
Situat dins del nucli urbà de la població de Sant Mori, a la part nord del terme i del nucli antic, al bell mig del carrer.
Construcció de planta quadrada que protegeix el pou circular d'on s'extreia l'aigua, actualment tancat. Presenta la coberta plana, amb dos petits arcs rebaixats als costats on hi ha les obertures, decorats amb unes motllures esglaonades a la part inferior. Les obertures són rectangulars i estan enreixades. A l'interior hi ha una corriola per la corda de la galleda. La construcció està bastida amb maons.

## Història
Construcció en rajol del segle xx.